# Polemón II
Marcus Antonius Polemon Pythodoros, conocido como Polemón II de Ponto (en griego: Μάρκος Ἀντώνιος Πολέμων Πυθόδωρος, c. 11 a. C. - 74 d. C.) fue rey del Bósforo y el último rey del Ponto.
Se le considera el progenitor de la nobleza lituana (a través de Palemónidas) en su teoría de origen.

## Origen
Polemón II era el segundo hijo de Polemón I y de Pitodoris. Su hermano mayor, Zenon, conocido como Artaxias III, fue rey de Armenia, y su hermana pequeña, Antonia Trifena, se casó con Cotis III, rey de Tracia.
Su padre murió en 8 a. C., y su madre se volvió a casar con Arquelao Ktistes de Capadocia, por lo que la familia se trasladó a este reino.  
Hacia el año 1 a. C., sucedió a su padre Polemón I como rey titular, bajo la regencia de su madre Pitodoris, quien de hecho ejerció el poder y le dejó únicamente como ciudadano privado.

## Reinado
Cuando Arquelao murió, en el año 17, volvieron a Ponto, donde Polemón ayudó a su madre en la administración del gobierno de Ponto, Cólquida y Cilicia, hasta el 38, año en que murió esta, y él quedó como gobernante único.
En el 39, Calígula le dio las insignias reales como rey del Ponto y del Bósforo. Hacia el 41, Claudio entregó el Reino del Bósforo a Mitrídates de Armenia, pero dio a Polemón II una parte de Cilicia.

## Matrimonios
En el 48, se sintió atraído por la princesa judía Berenice, viuda de Herodes, rey de Calcis, con la que se casó. Para ello tuvo que convertirse previamente al judaísmo, pero como el matrimonio por parte de Berenice era de conveniencia, pronto se disolvió y Polemón abandonó la religión judía. 
Tiempo después, Polemón II se casó con una princesa, llamada Julia Mamea, de la familia real de Emesa.
Polemón refundó la ciudad de Fanizan, y le dio el nombre de Polemonium del Euxino. En el 62, Nerón le obligó a abdicar del trono, y Ponto, incluida Cólquida, fue transformado en provincia romana. Hasta su muerte, Polemón solo conservó Cilicia. Falleció en el año 74 d. C.